# Вінчестер (Канзас)
Вінчестер (англ. Winchester) — місто (англ. city) в США, в окрузі Джефферсон штату Канзас. Населення — 461 особа (2020).

## Географія
Вінчестер розташований за координатами 39°19′22″ пн. ш. 95°16′9″ зх. д. / 39.32278° пн. ш. 95.26917° зх. д. (39.322720, -95.269160).  За даними Бюро перепису населення США в 2010 році місто мало площу 0,93 км², з яких 0,90 км² — суходіл та 0,03 км² — водойми.

## Демографія
Згідно з переписом 2010 року, у місті мешкала 551 особа в 229 домогосподарствах у складі 140 родин. Густота населення становила 594 особи/км².  Було 261 помешкання (281/км²).
Расовий склад населення:
| - 98,4 % — білих - 1,3 % — корінних американців |

До двох чи більше рас належало 0,4 %. Частка іспаномовних становила 0,9 % від усіх жителів.
За віковим діапазоном населення розподілялося таким чином: 22,3 % — особи молодші 18 років, 52,1 % — особи у віці 18—64 років, 25,6 % — особи у віці 65 років та старші. Медіана віку мешканця становила 42,8 року. На 100 осіб жіночої статі у місті припадало 94,0 чоловіків;  на 100 жінок у віці від 18 років та старших — 88,5 чоловіків також старших 18 років.
Середній дохід на одне домашнє господарство  становив 56 107 доларів США (медіана — 42 813), а середній дохід на одну сім'ю — 58 809 доларів (медіана — 51 250). За межею бідності перебувало 20,7 % осіб, у тому числі 22,0 % дітей у віці до 18 років та 1,8 % осіб у віці 65 років та старших.
Цивільне працевлаштоване населення становило 216 осіб. Основні галузі зайнятості: освіта, охорона здоров'я та соціальна допомога — 28,2 %, транспорт — 14,4 %, виробництво — 12,5 %, будівництво — 11,1 %.